# الانطلاقة العلمية الأمريكية الحديثة من 1846 حتى عام 1876
كتاب انطلاق العلم الأمريكي الحديث، 1846 – 1876 هو عمل غير روائي صدر عام 1987 للكاتب والمؤرخ الأمريكي روبرت في. بروس، ونشرته دار ألفريد كنوبف.  يُعدُّ الكتاب تاريخًا اجتماعيًا يوثق فترة امتدت لثلاثة عقود في تاريخ العلم الأمريكي, وقد نال جائزة بوليتزر عن فئة الأعمال التاريخية لعام 1988. 